# 메리와 마녀의 꽃
《메리와 마녀의 꽃》(일본어: メアリと魔女の花, 영어: Mary and the Witch's Flower)는 일본의 스튜디오 포녹이 제작한 애니메이션 영화이다.

## 개요
영국의 작가 메리 스튜어트의 동명의 아동문학 작품 작은 빗자루를 원작으로 한 요네바야시 히로마사 감독의 어드벤처 판타지 애니메이션이다.

## 줄거리
시골 친척 집에서 지루한 일상을 보내던 ‘메리’(스기사키 하나)는 우연히 7년에 한 번밖에 피지 않는 마녀의 꽃 ‘야간비행’을 발견하고, 봉인된 마법에서 깨어난 빗자루를 타고 아찔한 마법 세계를 모험한다.
자신의 실수로 친구 ‘피터’(카미키 류노스케)가 마법사에게 잡혀가는 상황이 벌어지자 ‘메리’는 그를 구하기 위해 위험을 무릅쓰고 다시 한번 마법 세계로 들어간다.

## 출연진
- 스기사키 하나 - 메리 목소리 역
- 카미키 류노스케 - 피터 목소리 역
- 아마미 유키 - 멈블추크 목소리 역
- 코히나타 후미요 - 디 박사 목소리 역
- 미츠시마 히카리 - 빨간머리 마녀 목소리 역
- 사토 지로 - 플래너건 목소리 역
- 엔도 켄이치 - 제베디 목소리 역
- 와타나베 에리 - 미스 뱅크스 목소리 역
- 오타케 시노부 - 샬롯 목소리 역

### 한국어판
- 김영은: 메리
- 심규혁: 피터
- 이계윤: 멈블추크
- 이상범: 닥터 디
- 장유진: 샬롯
- 김정훈: 플래너건
- 정유미: 뱅크스
- 김영찬: 제베디
- 정유정: 빨강 머리 마녀
- 그 외: 김가령, 손수호, 김지율, 이수진, 김신우

## 공연
- 무라마츠 타카츠구 내한공연 - 2024년 11월 15일(금) 오후 7시 30분 예술의전당 콘서트홀 - 메리와 마녀의꽃 OST연주예정